# Jimmy Chamberlin
James Joseph Chamberlin (Joliet, 10 giugno 1964) è un batterista statunitense, famoso per essere un componente del complesso musicale (scioltosi il 2 dicembre del 2000 e riformatosi nel 2006) The Smashing Pumpkins..

## Biografia
Noto ai più come il batterista della rock band The Smashing Pumpkins, Chamberlin è nato in una famiglia di musicisti: suo padre era un clarinettista jazz e Paul, suo fratello maggiore, era anch'egli batterista. La formazione musicale di Chamberlin iniziò con brani jazz. I musicisti che più lo hanno influenzato sono Benny Goodman, Duke Ellington, Count Basie, Gene Krupa, Buddy Rich e Ian Paice. Iniziò suonando in gruppi locali e in giro per gli States. Nei periodi in cui non suonava, lavorava come falegname nella città di Joliet. Fu durante uno di questi periodi che venne presentato a Billy Corgan tramite un amico comune. Era il 1988 e i Pumpkins si erano da poco formati; Chamberlin entrò dunque a far parte del neonato gruppo rimpiazzando una drum machine. 
Chamberlin ebbe problemi di droga, problemi che giunsero ad un punto critico nel momento in cui il successo dei Pumpkins era al suo apice, durante il tour dell'album Mellon Collie and the Infinite Sadness. Prima di una performance al Madison Square Garden di New York, Chamberlin e il tastierista Jonathan Melvoin, assunto per il tour, fecero uso di eroina nella loro stanza di albergo; Melvoin morì di overdose, Chamberlin si salvò per miracolo. Era il 12 luglio 1996. A causa di ciò, Corgan e gli altri decisero di espellere Chamberlin dalla formazione del gruppo, e lo sostituirono, per il resto del tour, con Matt Walker, già batterista dei Filter. Durante questo periodo Chamberlin entrò in un centro per la disintossicazione. Nel tardo 1996, si unì a Sebastian Bach (Skid Row), Kelley Deal (The Breeders), e Jimmy Flemion (The Frogs) per formare The Last Hard Men, che più tardi pubblicheranno un album omonimo (2001). Tre anni dopo essere stato cacciato, Chamberlin fu riammesso nei Pumpkins nel 1999, ma la band si sciolse nel 2000, dopo un altro album e un altro tour.
L'avventura di Chamberlin e Corgan continuò nel 2001, quando formarono gli Zwan, che si sciolsero nel 2003.
Nell'aprile 2002 sposò Lori, con la quale era fidanzato da lungo tempo, e da lei ebbe una bambina, Audrey, nel dicembre dello stesso anno.
Più tardi Chamberlin formò un nuovo gruppo, il Jimmy Chamberlin Complex, che ha registrato l'album di debutto nel 2004. La formazione è composta da Chamberlin (batteria e testi), Billy Mohler (basso; già nella formazione dei The Calling), Sean Woolstenhulme (chitarra; era nei Lifehouse), e Rob Dickinson, cugino di Bruce Dickinson (voce; prima nei Catherine Wheel). Inoltre, Chamberlin portò avanti un altro progetto con Jello Biafra, ex cantante dei Dead Kennedys.
Nell'aprile 2004 Corgan annunciò di voler lavorare di nuovo con Chamberlin, che si dichiarò subito pronto a collaborare.
Il Jimmy Chamberlin Complex pubblicò il suo album di debutto, intitolato Life begins again, il 25 gennaio 2005. Questo album include Loki Cat, nella quale troviamo l'amico di una vita Billy Corgan alla voce.
Il 21 giugno 2005 - tramite un annuncio comparso sui quotidiani Chicago Tribune e Chicago Sun-Times - Corgan ha reso nota la volontà di riunire gli Smashing Pumpkins. Chamberlin ha accettato ufficialmente l'invito mentre James Iha e D'arcy Wretzky non sono stati coinvolti nel rinnovato progetto. Nel 2009 Chamberlin ha lasciato nuovamente il gruppo, per poi rientrare nella band nel 2015, a seguito dell'uscita di Mike Byrne.

## Discografia

### The Smashing Pumpkins
- 1991 - Gish
- 1993 - Siamese Dream
- 1994 - Pisces Iscariot
- 1995 - Mellon Collie and the Infinite Sadness
- 2000 - Machina/The Machines of God
- 2000 - Machina II / The friends and Enemies of Modern Music
- 2000 - Live at Cabaret Metro 10/05/88
- 2001 - Greatest Hits (Rotten Apples)
- 2002 - Earphoria
- 2007 - Zeitgeist
- 2018 - Shiny and Oh So Bright, Vol. 1 / LP: No Past. No Future. No Sun.
- 2020 - Cyr

### The Last Hard Men
- 2001 - The Last Hard Men

### Zwan
- 2003 - Mary Star of the Sea

### Jimmy Chamberlin Complex
- 2005 - Life Begins Again